# Igeltjärnen (Gustav Adolfs socken, Värmland, 667000-138621)
Igeltjärnen är en sjö i Hagfors kommun i Värmland och ingår i Göta älvs huvudavrinningsområde.